# Teobald III. Blojiški
Teobald III. Blojiški (Thibaut) (1012. – 1089.) bio je grof Bloisa, Meauxa i Troyesa.
Bio je sin grofa Oda II. i njegove supruge Ermengarde od Auvergnea.
Nakon očeve je smrti Teobald naslijedio mnoge feude:
- Blois
- Tours
- Chartres
- Châteaudun
- Sancerre
- Château-Thierry
- Saint-Florentin, Yonne
- Provins

Osim što je imao mnogo zemlje, Teobald je bio i politički utjecajan te je za svog zaštitnika priznao cara Henrika III.
Teobaldova je prva žena bila Gersinda od Mainea. Njihov sin je bio Henrik Stjepan, otac kralja Stjepana i grofa Teobalda. Teobald se rastao od Gersinde. 
Teobaldova je snaha bila princeza Adela, kći kralja Engleske Vilima I. Osvajača.
Teobald je također oženio Adelu od Valoisa, kćer Rudolfa IV. od Valoisa i njegove žene Adele. Adela i Teobald su bili roditelji biskupa Filipa (vrlo utjecajan čovjek), Oda V. od Troyesa i Huga Šampanjskoga.